# Julian Fałat

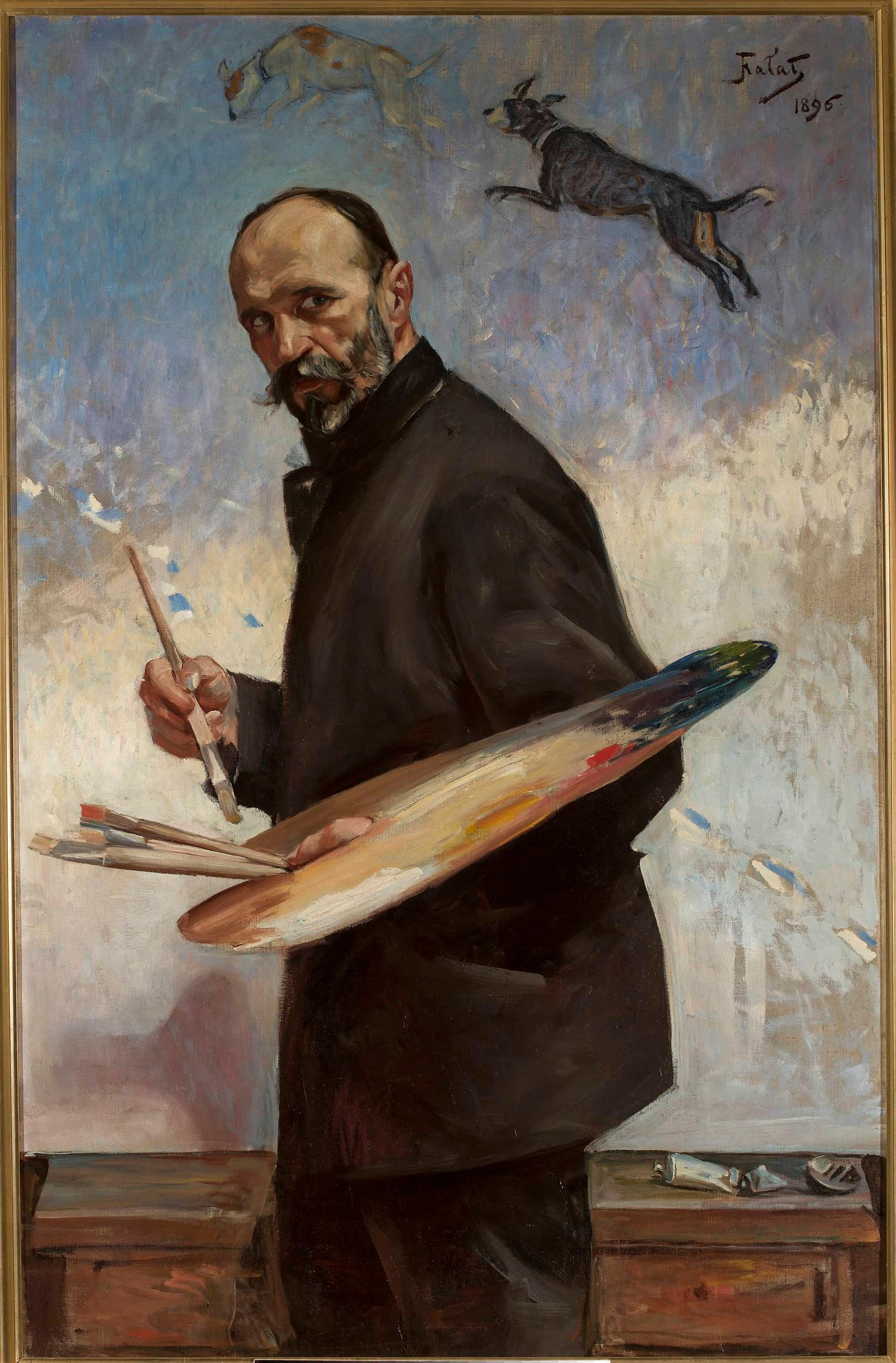
Julian Falat, självporträtt, 1896.

Julian Fałat, född 30 juli 1853, död 9 juli 1929, var en polsk konstnär.
Fałat var ursprungligen landskapsmålare och försökte ofta med små medel skapa suggestiva stämningar i sina motiv, som ofta var snöiga bergsmotiv, jaktscener med mera.